# مانويل بيريز (لاعب كرة قدم)
مانويل بيريز (بالفرنسية: Manuel Perez) (11 مايو 1991 بغرونوبل في فرنسا - ) هو لاعب كرة قدم فرنسي في مركز الوسط. لعب مع نادي بريست ونادي غرونوبل.

## وصلات خارجية
- مانويل بيريز على موقع رابطة كرة القدم الفرنسية للمحترفين (الإنجليزية)
- مانويل بيريز على موقع قاعدة بيانات كرة القدم.إي يو (الإنجليزية)
- مانويل بيريز على موقع Soccerway.com (الإنجليزية)
- مانويل بيريز على موقع عالم كرة القدم.نت (الإنجليزية)